# 156542 Hogg
156542 Hogg este un asteroid din centura principală de asteroizi.

## Descriere
156542 Hogg este un asteroid din centura principală de asteroizi. A fost descoperit pe 13 februarie 2002 la Apache Point Observatory în cadrul programului Sloan Digital Sky Survey. Asteroidul prezintă o orbită caracterizată de o semiaxă mare de 2,85 ua, o excentricitate de 0,03 și o înclinație de 1,3° în raport cu ecliptica.